# أكمية هرمية
أكمية هرمية (الاسم العلمي: Aechmea pyramidalis) هو نوع نباتي يتبع جنس الأكمية من فصيلة البروميلية.